# Черкаська обласна державна адміністрація
Черкаська обласна державна адміністрація — місцева державна адміністрація Черкаської області.
У зв'язку з широкомасштабним вторгненням Росії 24 лютого 2022 року набула статусу військової адміністрації.

## Історія

### Голови
1. Яструб Костянтин Пилипович — представник президента у Черкаській області — 20 березня 1992 — 26 січня 1994
2. Цибенко Василь Григорович — представник президента у Черкаській області — 26 січня — 26 червня 1994, 7 липня 1995 — 11 червня 1998
3. Даниленко Анатолій Степанович — 11 червня 1998 — 8 вересня 1999
4. Лук'янець Володимир Лукич — 8 вересня 1999 — 13 листопада 2002
5. Льошенко Вадим Олексійович — 13 листопада 2002 — 21 січня 2005
6. Черевко Олександр Володимирович — 4 лютого 2005 — 12 березня 2010
7. Гаман Петро Ілліч (в.о.)  — 12 березня — 6 квітня 2010
8. Тулуб Сергій Борисович — 6 квітня 2010 — 7 березня 2014
9. Ткаченко Юрій Олегович — 15 березня 2014 — 20 листопада 2018
10. Вельбівець Олександр Іванович — 20 листопада 2018 — 24 червня 2019
11. Висоцький Тарас Миколайович (в.о.) — 24 червня — 30 липня 2019
12. Шевченко Ігор Юрійович — 30 липня 2019 — 4 листопада 2019
13. Боднар Роман Миколайович — 4 листопада 2019 — 28 серпня 2020
14. Сергійчук Сергій Іванович — 28 серпня 2020[3] — 29 грудня 2020[4]
15. Гусак Віктор Григорович (в.о.) — 29 грудня 2020 — 29 січня 2021
16. Скічко Олександр Олександрович — 29 січня 2021 — 1 березня 2022
17. Табурець Ігор Іванович — з 1 березня 2022

## Структура
- Департамент агропромислового розвитку
- Департамент праці та соціального захисту населення
- Департамент економічного розвитку і торгівлі
- Департамент фінансів
- Департамент освіти і науки
- Департамент охорони здоров'я
- Департамент капітального будівництва
- Департамент екології та природних ресурсів
- Департамент з питань цивільного захисту та оборонної роботи
- Департамент інвестиційно-інноваційної політики та зовнішньоекономічних зв'язків
- Департамент інформаційної діяльності та комунікацій з громадськістю
- Управління промисловості та розвитку інфраструктури
- Управління містобудування та архітектури
- Управління житлово-комунального господарства
- Управління культури
- Управління у справах сім'ї, молоді та спорту
- Служба у справах дітей
- Державний архів області
- Черкаський обласний центр перепідготовки та підвищення кваліфікації працівників органів державної влади, органів місцевого самоврядування, державних підприємств, установ і організацій

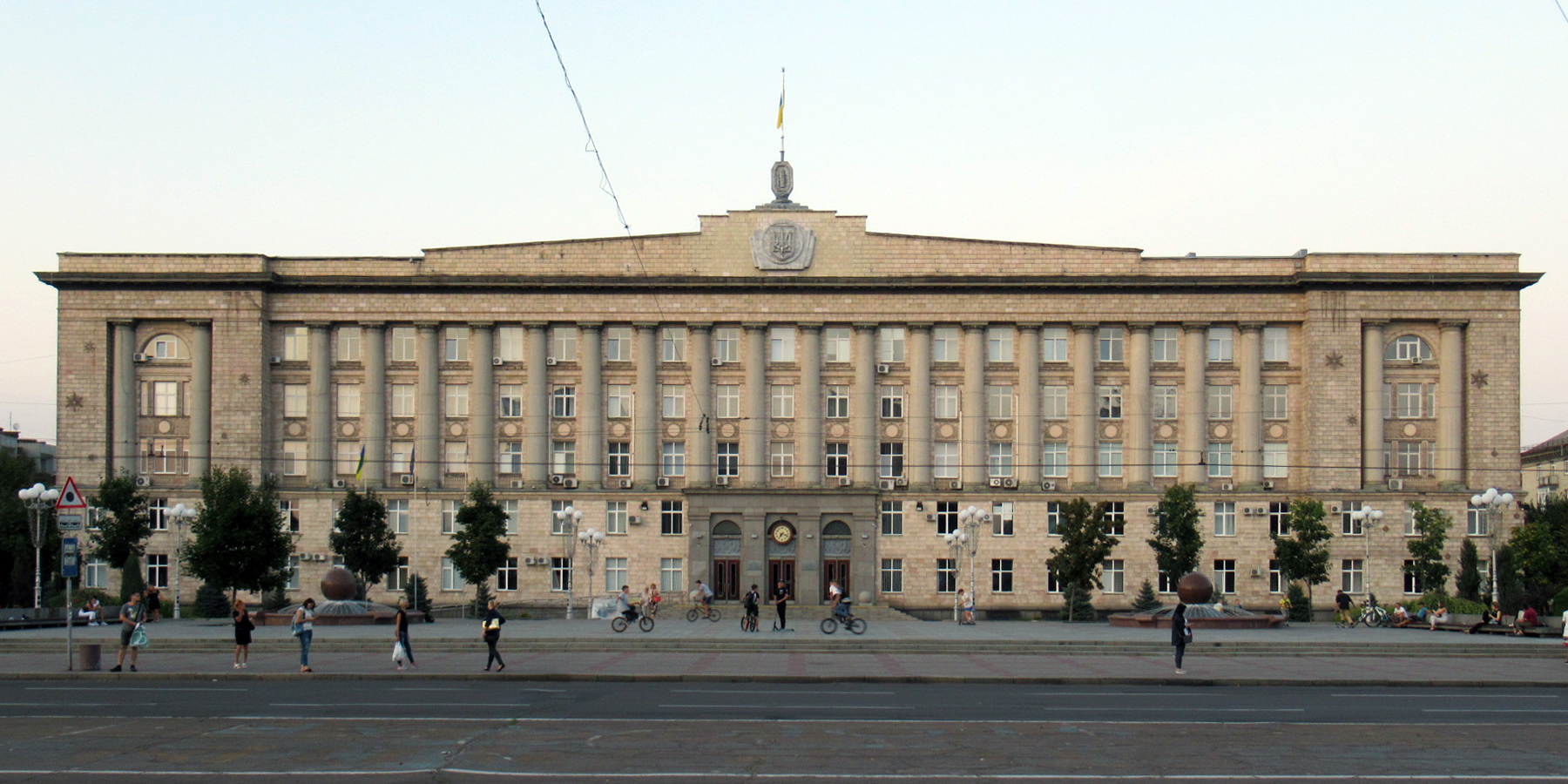
будівля адміністрації, 1959 р., архітектор В. І. Штокман

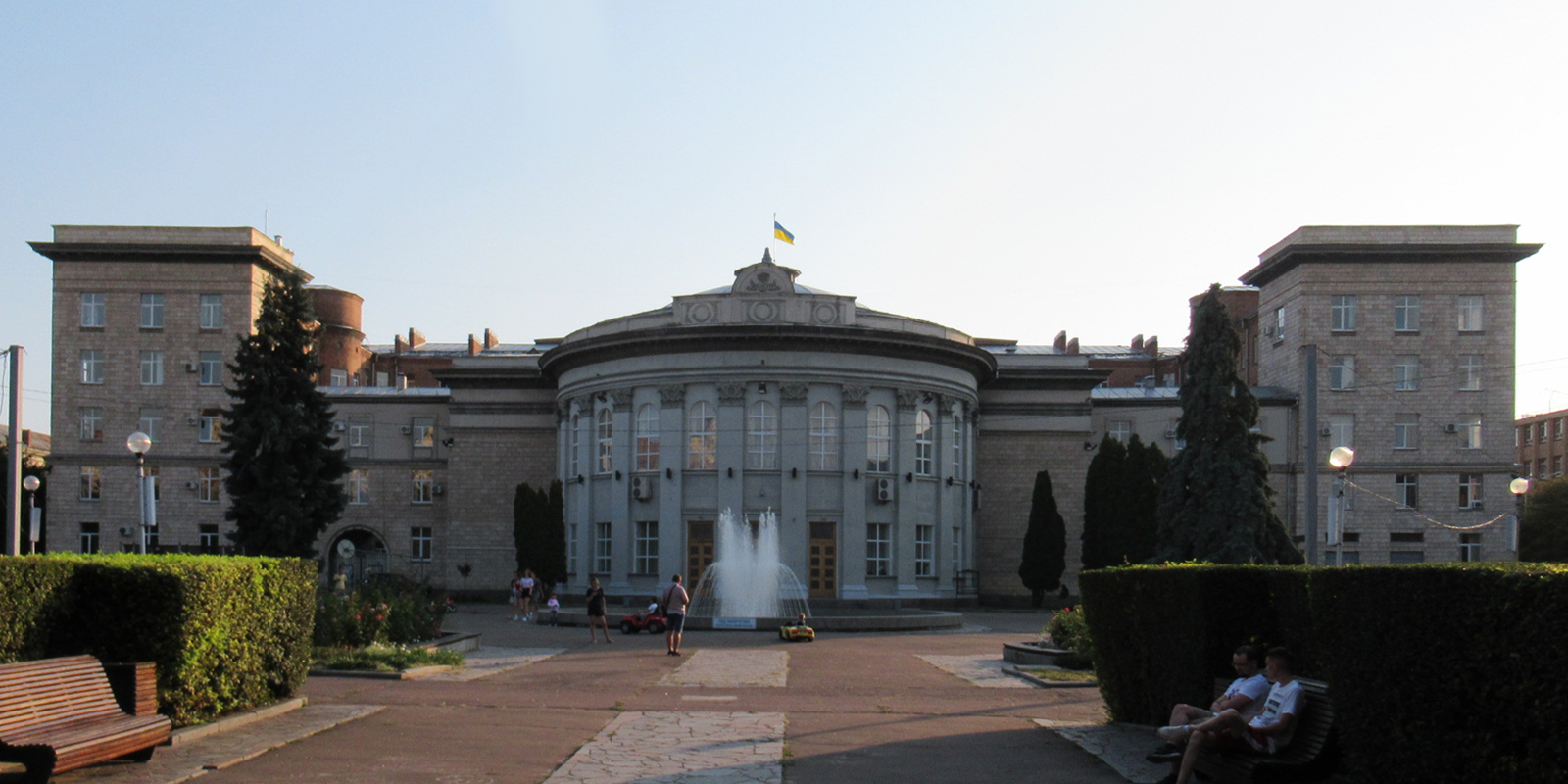
вид на будівлю з вул. Хрещатик

### Керівництво та графік прийому громадян
Прийом громадян проводиться за адресою: Черкаси, бульвар Шевченка, 185.
| Посада                                            | Час прийому                          |
| ------------------------------------------------- | ------------------------------------ |
| Голова обласної державної адміністрації           | другий вівторок, четвертий понеділок |
| Перший заступник голови —                         | другий вівторок, четвертий понеділок |
| Заступник голови —                                | другий, четвертий четвер             |
| Заступник голови —                                | другий, четвертий четвер             |
| Заступник голови —                                | за окремим графіком — виїзні прийоми |
| Заступник голови —                                | за окремим графіком — виїзні прийоми |
| Керівник апарату обласної державної адміністрації |                                      |